# Brass Knuckles
Brass Knuckles es el quinto álbum de estudio del rapero Nelly, se lanzó el 19 de agosto de 2008

## Colaboradores
Cuenta con colaboraciones de Akon, Ashanti, Avery Storm, Babyface, Chuck D, Ciara, Fergie, LL Cool J, Lil Wayne, Pimp C, Rick Ross, Snoop Dogg, St. Lunatics, T.I. y Usher.
También se han rumorado las colaboraciones de Bruce Springsteen, Mariah Carey y Janet Jackson, después de que el rapero colaborara con las 2 últimas en "To the Floor" y "Call on me" respectivamente.

## Canciones confirmadas
| N.º | Título                                                   | Escritor(es)                                                                  | Producer(s)                                | Duración |  |
| 1.  | «U Ain't Him» (featuring Rick Ross)                      | Cornell Haynes, Jr., William Roberts II, Adam Cherrington                     | Wyshmaster                                 | 3:15     |  |
| 2.  | «Hold Up» (featuring T.I. and LL Cool J)                 | Haynes, Clifford Harris, Jr., Todd Smith, T. Mingo, R. Morgan                 | Free Agentz                                | 3:48     |  |
| 3.  | «LA» (featuring Snoop Dogg and Nate Dogg)                | Haynes, Calvin Broadus, Jr., Nathaniel Hale, Theron Feemster                  | Theron "Neff-U" Feemster                   | 4:23     |  |
| 4.  | «Long Night» (featuring Usher)                           | Haynes, Usher Raymond IV, James Lackey, Ryon Lovette, Ryon Raymond            | James "JLack" Lackey                       | 3:15     |  |
| 5.  | «Lie» (featuring St. Lunatics)                           | Haynes, Robert Cleveland, Torhi Harper, Jamal Jones, Ali Jones, Brian Kennedy | Polow da Don                               | 4:20     |  |
| 6.  | «Party People» (featuring Fergie)                        | Haynes, Jones, Stacy Ferguson, Garrett Hamler                                 | Polow da Don                               | 3:58     |  |
| 7.  | «Self-Esteem» (featuring Chuck D)                        | Haynes, Carlton Ridenhour, Mandell, R. Mandell                                | G Koop                                     | 3:37     |  |
| 8.  | «Body on Me» (featuring Akon and Ashanti)                | Haynes, Ashanti Douglas, Aliaune Thiam, Giorgio Tuinfort                      | Akon, Giorgio Tuinfort                     | 3:29     |  |
| 9.  | «Stepped on My J'z» (featuring Ciara and Jermaine Dupri) | Haynes, Ciara Harris, Jermaine Mauldin                                        | Jermaine Dupri                             | 5:03     |  |
| 10. | «Let It Go (Lil Mama)» (featuring Pharrell)              | Haynes, Pharrell Williams                                                     | The Neptunes                               | 4:22     |  |
| 11. | «One and Only»                                           | Haynes, Jones, D. Dalton, L. Taylor                                           | Polow da Don, Andrew "Papa Justifi" Wansel | 4:19     |  |
| 12. | «Chill» (featuring St. Lunatics)                         | Haynes, Cleveland, Harper, Jones, Cherrington, Lavell Webb                    | Wyshmaster                                 | 5:42     |  |
| 13. | «Who Fucks wit Me» (featuring Avery Storm)               | Hanyes, M. Battle, C. Saleh                                                   | Boom-Batts                                 | 4:08     |  |
| 14. | «Ucud Gedit» (featuring Gucci Mane and R. Kelly)         | Haynes, Jones, Radric Davis, Robert Kelly                                     | Polow da Don                               | 4:30     |  |

| iTunes bonus tracks |            |                     |                          |          |  |
| N.º                 | Título     | Escritor(es)        | Producer(s)              | Duración |  |
| 15.                 | «Warrior»  | Haynes, Feemster    | Theron "Neff-U" Feemster | 2:43     |  |
| 16.                 | «Let's Go» | Haynes, Cherrington | Wyshmaster               | 3:44     |  |

| Walmart bonus tracks |            |                           |              |          |  |
| N.º                  | Título     | Escritor(es)              | Producer(s)  | Duración |  |
| 15.                  | «Bay»      | Haynes, Earl Stevens, Jr. | Droop-E      | 3:42     |  |
| 16.                  | «Problems» | Haynes, Jones             | Polow da Don | 3:11     |  |

| Japanese bonus tracks |              |                 |                          |          |  |
| N.º                   | Título       | Escritor(es)    | Producer(s)              | Duración |  |
| 15.                   | «Bay»        | Haynes, Stevens | Droop-E                  | 3:42     |  |
| 16.                   | «Wadsyaname» | Haynes          | Theron "Neff-U" Feemster | 4:06     |  |

## Posicionamiento
| Listas (2008)                | Posición |
| ---------------------------- | -------- |
| Australian ARIA Albums Chart | 15       |
| Canadian Albums Chart        | 22       |
| French Albums Chart          | 88       |
| Irish Albums Chart           | 60       |
| New Zealand Albums Chart     | 22       |
| Swiss Albums Chart           | 55       |
| UK Albums Chart              | 20       |
| US Billboard 200             | 3        |
| US Top R&B/Hip-Hop Albums    | 2        |
| US Top Rap Albums            | 1        |